# Dieta de Worms

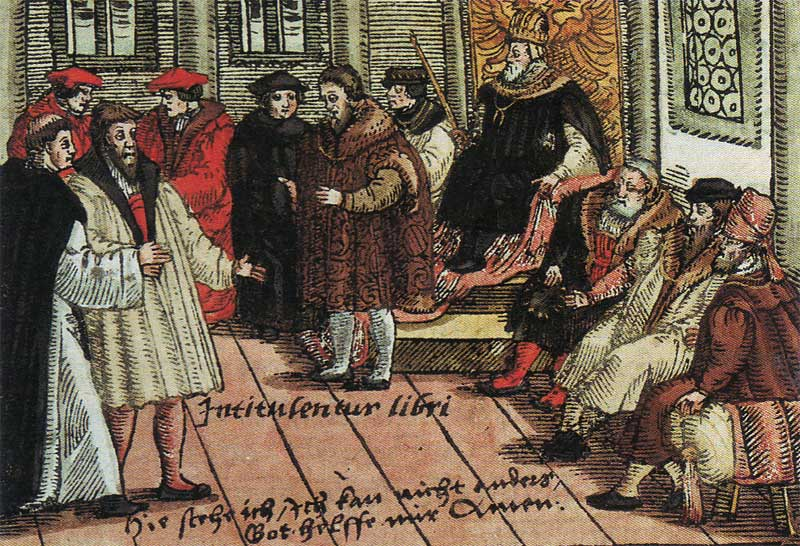
Lutero en Worms.

La Dieta de Worms (en alemán: Reichstag zu Worms) fue una asamblea de los príncipes del Sacro Imperio Romano Germánico llevada a cabo en Worms (Alemania) del 28 de enero al 25 de mayo de 1521. Fue presidida por el recién nombrado emperador Carlos V del Sacro Imperio Romano Germánico.
El aspecto históricamente más relevante de la Dieta fue la comparecencia de Martín Lutero, quien fue convocado para que se retractara de sus famosas tesis. Del 16 al 18 de abril, Lutero habló delante de la asamblea, pero en vez de abjurar, defendió con energía su actitud protestante.
El año anterior, el papa León X había emitido la bula Exsurge Domine, exigiendo que Lutero se retractara de 41 de las 95 tesis en las que criticaba las prácticas y costumbres de la Iglesia católica. Posteriormente lo excomulgó el 3 de enero de 1521 mediante la bula Decet Romanum Pontificem. Lutero fue convocado por el emperador para que compareciera ante la Dieta Imperial. El príncipe Federico III, elector de Sajonia, obtuvo una concesión mediante la cual a Lutero le sería concedido un salvoconducto para acudir y regresar desde el lugar del encuentro. Tal garantía era esencial después del trato recibido por Jan Hus, quien fue procesado y ajusticiado en el Concilio de Constanza de 1415 a pesar de que poseía un salvoconducto; Lutero dijo que iría a Worms aunque hubiese allí tantos demonios como tejas en los tejados.

## La defensa de Lutero

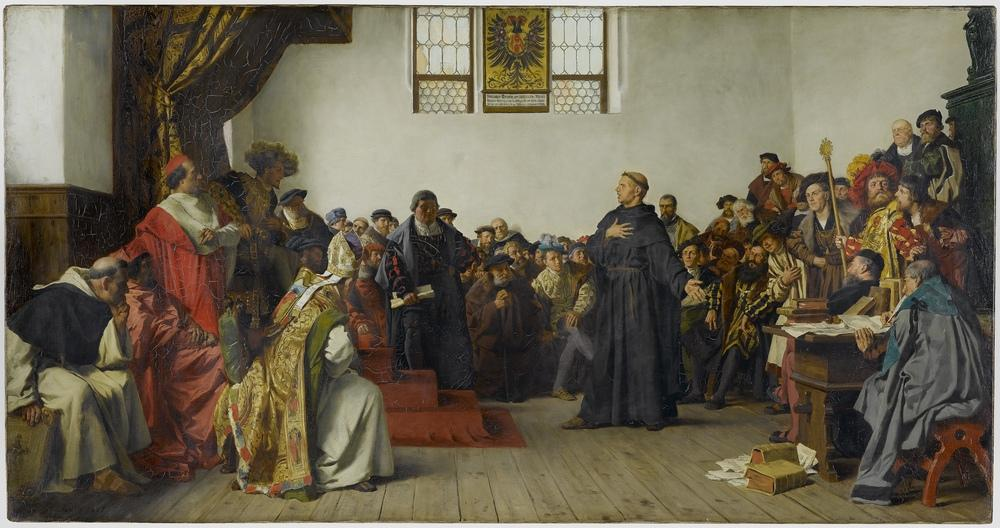
"Lutero ante la Dieta de Worms". Cuadro de Anton von Werner (1877).

Al comparecer ante la Dieta, Lutero hizo varias declaraciones en su defensa que luego se convertirían en frases célebres. Admitió ser el autor de los escritos que llevaban su nombre, pero rechazó retractarse de sus enseñanzas. Sostuvo que no podría hacerlo sin estar convencido de que debía hacerlo.
Lutero argumentó:

A menos que no esté convencido mediante el testimonio de las Escrituras o por razones evidentes —ya que no confío en el Papa, ni en su Concilio, debido a que ellos han errado continuamente y se han contradicho— me mantengo firme en las Escrituras a las que he adoptado como mi guía. Mi conciencia es prisionera de la Palabra de Dios, y no puedo ni quiero revocar nada reconociendo que no es seguro o correcto actuar contra la conciencia. Que Dios me ayude. Amén.

De acuerdo con la tradición, Lutero entonces dijo estas palabras: «¡No puedo hacer otra cosa; esta es mi postura! ¡Que Dios me ayude!». Esta argumentación atacaba directamente las enseñanzas de la Iglesia católica, que insistía en que Lutero erraba intentando seguir únicamente las Sagradas Escrituras, puesto que, según la doctrina católica, las Sagradas Escrituras eran una parte de la revelación divina (junto con la Sagrada Tradición), y que solo por las autoridades magisteriales podían ser correctamente interpretadas, y según las mismas Sagradas Escrituras, según la postura oficial de la Iglesia católica:

"Pero, ante todo, tened presente que ninguna profecía de la Escritura puede interpretarse por cuenta propia; porque nunca profecía alguna ha venido por voluntad humana, sino que hombres movidos por el Espíritu Santo, han hablado de parte de Dios."
2a. de Pedro 1; 20, 21

## Edicto de Worms
El anuncio papal de la Dieta recogió las violentas denuncias presentadas en el edicto de Worms, promulgado el 25 de mayo. En el mismo se catalogaba a Lutero como un delincuente y se prohibía la lectura y posesión de sus escritos. El edicto fue un acto que provocó gran inquietud entre los pensadores y dirigentes más moderados y, en particular, en Erasmo de Róterdam.
No respetando el acuerdo que le garantizaba a Lutero un regreso seguro, se incluyó en el Edicto que Lutero fuera prestamente arrestado y condenado. Con el fin de protegerlo, el príncipe Federico organizó un secuestro simulado en el camino a casa y lo escondió en el castillo de Wartburg. Durante el período que estuvo en Wartburg, Lutero inició la traducción de la Biblia al alemán.
Cuando al fin Lutero salió de su refugio, el emperador estaba más preocupado por cuestiones militares. Además, a causa del creciente apoyo público a favor de Lutero entre las demarcaciones alemanas, el edicto de Worms jamás llegó a ser implementado. De esta manera, Lutero continuó con su obra de reforma hasta su muerte en 1546.